# Acinopterus gentilis
Acinopterus gentilis är en insektsart som beskrevs av Berg 1879. Acinopterus gentilis ingår i släktet Acinopterus och familjen dvärgstritar. Inga underarter finns listade i Catalogue of Life.